# Android-x86

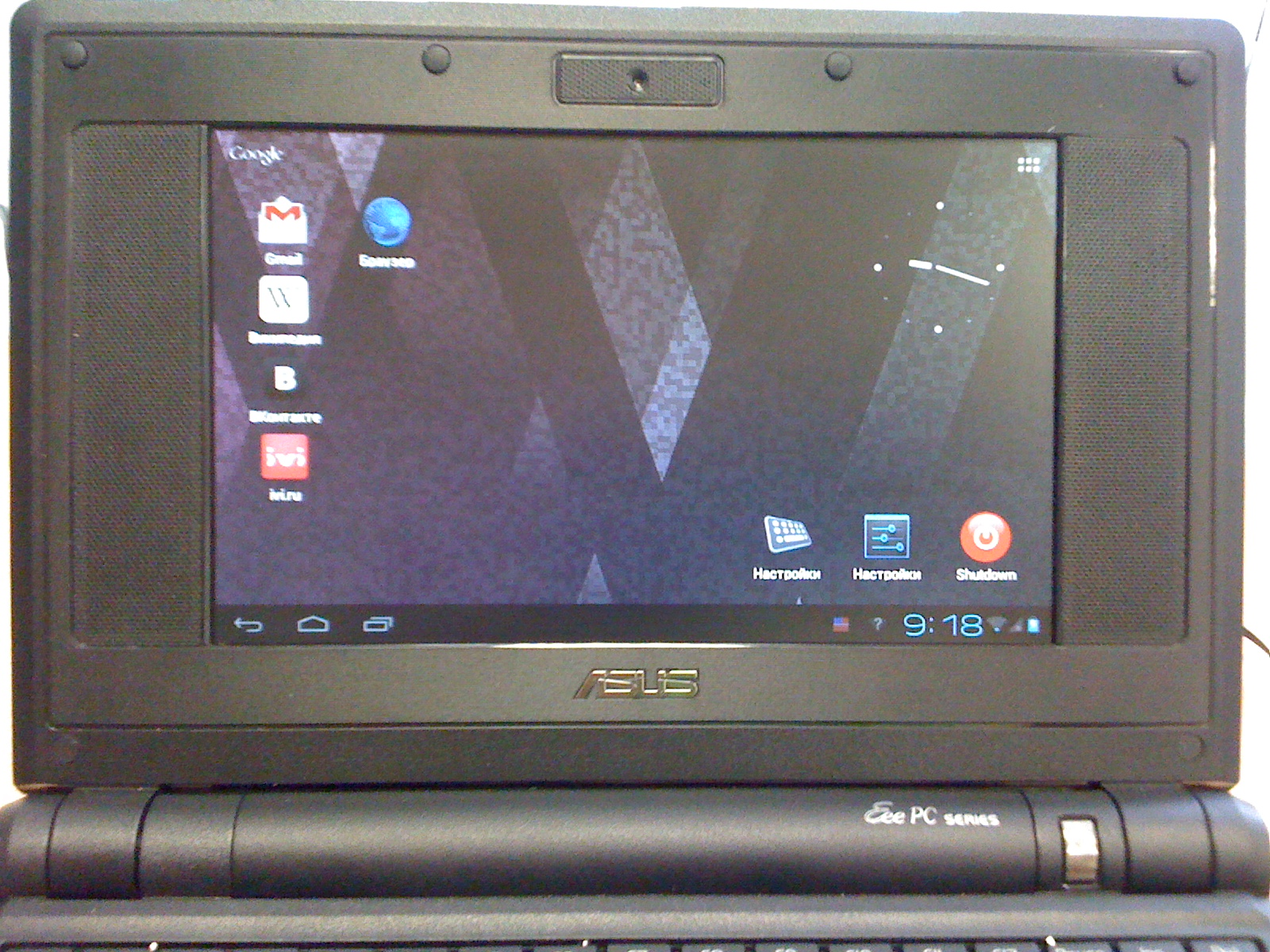
Android x86 su un EeePC 701 4G

Android-x86 è stato un progetto non ufficiale che aveva come obiettivo la realizzazione di un porting del sistema operativo mobile Android che fosse capace di essere eseguito su piattaforme x86, x86-64, ARM e quindi di essere utilizzato sulla maggior parte dei PC comprese le applicazioni di virtualizzazione.

## Versioni
L'ultima versione stabile è la 9.0-r2 (Android Pie) distribuita a marzo 2020.
| Versione | Data di pubblicazione | Caratteristiche |
| -------- | --------------------- | --- |
| 1.6      | 20 novembre 2009      | Prima release stabile basata su Android Donut |
| 1.6-r2   | 19 marzo 2010         | |
| 2.2      | 13 gennaio 2011       | |
| 2.2-r2   | 28 giugno 2011        | |
| 4.0-r1   | 23 giugno 2013        | |
| 4.4-r1   | 8 agosto 2014         | - Corretto e aggiunto il codice specificato x86 per consentire al sistema di funzionare senza problemi su piattaforme x86, in particolare per tablet e netbook. Le caratteristiche principali contengono: - Integrazione del ffmpeg come plug-in stagefright per supportare molti più file multimediali. - Accelerazione hardware OpenGL ES per chipset AMD Radeon e Intel (i chip PowerVR NON sono supportati). - Utilizzo dell'ultimo kernel stabile a lungo termine 3.10.52 con più driver abilitati. La maggior parte dei netbook può eseguire Android-x86 nella risoluzione nativa. - Migliorato il programma di installazione per supportare l'aggiornamento dalle versioni precedenti (da ics-x86). Il programma di installazione della GUI basato su testo supporta i filesystem ext3 / ext2 / ntfs / fat32. - Launcher in stile KitKat (Trebuchet). - Supporto al Multi-touch, Wifi, Audio, Bluetooth, G-sensor e fotocamera. - supporto modem Huawei 3G. - simulazione scheda SD dalla memoria interna. - L'unità USB esterna e la scheda SD sono montate automaticamente su /storage/usbX al momento del collegamento. Supporto filesystem vfat / ntfs / exfat / ext4. - supporto alla modalità ibrida di immagini iso. - supporto multiutente (max 8). - supporto ethernet (solo DHCP). - supporto calibrazione touch a 5 punti su alcuni dispositivi. - supporto macchina virtuale come VMware e QEMU. |
| 4.4-r2   | 1 gennaio 2015        | - Aggiornato il kernel all'ultima versione stabile 3.18 con più driver abilitati. - Supporto primario che si avvia da UEFI. - Migliorata la sospensione/ripresa. - Bugfixes |
| 4.4-r3   | 17 luglio 2015        | - Versione kernel 4.0.8 - Sostituito Bluedroid con lo stack Bluez. Bluetooth più stabile e utilizzabile. - Possibile installare la iso image e grub2-efi su dischi partizionati GPT. - Aggiunto un nuovo sensore HAL per supportare i sensori in stile iio. - Mesa Aggiornato alla versione 10.5.9. Abilitata l'accelerazione hardware per i chip Nvidia (nouveau) e VMware (vmwgfx). - Migliorato il GPS HAL. - Bugfixes. |
| 4.4-r4   | 23 gennaio 2016       | - Risolto principalmente il problema dei caratteri hazi di Mesa 10.5.9 riscontrato in alcune GPU. - kernel aggiornato alla 4.0.9 con patch per supportare più periferiche come la serie MS Surface. - Rimossa la limitazione obsoleta da 2 GB di data.img (creata quando installata su NTFS o VFAT). |
| 4.4-r5   | 6 febbraio 2016       | - Risolti più problemi con i font hazi di Mesa 10.5.9 trovati nelle GPU Intel di 5ª Generazione. |
| 6.0-r1   | 13 settembre 2016     | - Aggiornamenti di sicurezza - Versione kernel 4.4.20 - Aggiornamento Mesa alla versione 12.0.2 - Supporto audio HDMI preliminare. - Aggiunto il supporto F2FS - Migliorati i problemi di sospensione/ripresa causati dai driver wifi. - Risolti i problemi di crash del rendering del software su Virtual machine come QEMU e VirtualBox. - Migliorata la selezione della scheda audio hal. - Il tempo RTC è impostato su Local. - Supporto al kernel e spazio utente sia a 32 che a 64 bit. - Supporto all'accelerazione hardware OpenGL ES 3.x per i chipset Intel/AMD (radeon/radeonsi)/Nvidia (nouveau), nonché VMware e QEMU (virgl). - Supporto OpenGL ES 3.0 tramite rendering software per altre GPU o nessun dispositivo GPU. - Supporto all'avvio sicuro da UEFI e l'installazione su disco UEFI. |
| 6.0-r2   | 13 gennaio 2017       | |
| 6.0-r3   | 24 aprile 2017        | |
| 7.1-r1   | 6 febbraio 2018       | |
| 7.1-r2   | 2 marzo 2018          | |
| 8.1-r1   | 15 gennaio 2019       | |
| 8.1-r2   | 13 giugno 2019        | |
| 8.1-r3   | 30 ottobre 2019       | |
| 8.1-r4   | 18 marzo 2020         | |
| 9.0-r1   | 27 febbraio 2020      | - Versione Kernel 4.19.105 LTS - Supporto ad OpenGL ES 3.x per Intel, AMD, Nvidia e QEMU (virgl) di Mesa 19.3.4 - Supporta OpenGL ES 2.0 tramite SwiftShader per il rendering del software su dispositivi GPU non supportati - Supporta codec con accelerazione hardware su dispositivi della famiglia di GPU Intel HD e G45 - Supporta l'avvio sicuro da UEFI e l'installazione su disco UEFI - Un programma di installazione della GUI basato su testo - Aggiunto il supporto dei temi a GRUB-EFI - Supporta multi-touch, audio, wifi, bluetooth, sensori, fotocamera ed Ethernet (solo DHCP) - Simula l'adattatore WiFi sui dispositivi con cavo Ethernet solo per aumentare la compatibilità delle app - Montaggio automatico delle unità USB esterne e delle sdcard - Aggiunto Taskbar come launcher alternativo che mette un menu di avvio e la barra delle applicazioni recenti nella parte superiore dello schermo e supporta la modalità finestra a forma libera - Possibilità di attivare ForceDefaultOrientation su dispositivi senza sensori noti. Le app per ritratti possono essere eseguite in un dispositivo orizzontale senza ruotare lo schermo |
| 9.0-r2   | 25 marzo 2020         | - Versione kernel 4.19.110 LTS - Risolto un bug che non permetteva il boot dell'ISO in modalità UEFI - Risolto un bug del comparto audio su Microsoft Surface 3 |